# Pseudopleuronectes obscurus
Pseudopleuronectes obscurus är en fiskart som först beskrevs av Herzenstein, 1890.  Pseudopleuronectes obscurus ingår i släktet Pseudopleuronectes och familjen flundrefiskar. Inga underarter finns listade i Catalogue of Life.